# عمرو عوض الله
عمرو عوض الله هو مهندس مصري أمريكي سعودي، ورائد أعمال في مجال التقنية وعالم الكمبيوتر، والشريك المؤسس لشركة “كلاوديرا” الرائدة عالميا في توفير منصة لهندسة البيانات والتعلم الآلي، من مواليد 1 أكتوبر 1970م،حصل على بكالوريوس الهندسة الكهربائية عام 1992 من جامعة القاهرة، ثم حصل على ماجستير في هندسة الحاسبات عام 1995 من نفس الجامعة. وحصل على شهادة الدكتوراه من جامعة ستانفورد في 2007.

عمرو هو المؤسس والرئيس التنفيذي لـ Vectara شركة تقدم برمجيات البحث العصبي كخدمة، في وادي السيليكون في الولايات المتحدة، عمل نائباً للرئيس لعلاقات المطورين في Google Cloud، من قبل كان الشريك المؤسس والرئيس التنفيذي للتقنية في Cloudera وهي شركة تقنية عالمية تقدم أنظمة إدارة البيانات للشركات الكبرى في العالم. عمل أيضاً نائباً الرئيس للمهندسين لذكاء المنتج في Yahoo. حيث عمل لمدة ٨ سنوات من عام ٢٠٢٢ بعد ما تم الاستحواذ على أول شركة ناشئة قام بتأسيسها وهي شركة Aptivia.